# كليفورد كروجر
كليفورد كروجر هو لاعب سيرك ‏ وشخصية أعمال وسياسي أمريكي، ولد في 24 يونيو 1918 في ماديسون في الولايات المتحدة، وتوفي في 15 أكتوبر 1988. نشط حزبياً في الحزب الجمهوري. وقد انتخب عضو مجلس ولاية ويسكونسن ‏.